# Municipio de Whitewater (condado de Cape Girardeau)
El municipio de Whitewater (en inglés: Whitewater Township) es un municipio ubicado en el condado de Cape Girardeau en el estado estadounidense de Misuri. En el año 2010 tenía una población de 1335 habitantes y una densidad poblacional de 14,09 personas por km².

## Historia
El municipio de Whitewater fue fundado en 1852 y tomó su nombre del río Whitewater.

## Geografía
El municipio de Whitewater se encuentra ubicado en las coordenadas 37°27′15″N 89°47′56″O / 37.45417, -89.79889. Según la Oficina del Censo de los Estados Unidos, el municipio tiene una superficie total de 94.73 km², de la cual 94.62 km² corresponden a tierra firme y (0.12%) 0.12 km² es agua.

## Demografía
Según el censo de 2010, había 1335 personas residiendo en el municipio de Whitewater. La densidad de población era de 14,09 hab./km². De los 1335 habitantes, el municipio de Whitewater estaba compuesto por el 98.28% blancos, el 0.3% eran afroamericanos, el 0.37% eran amerindios, el 0.07% eran asiáticos, el 0.07% eran isleños del Pacífico, el 0.22% eran de otras razas y el 0.67% pertenecían a dos o más razas. Del total de la población el 0.9% eran hispanos o latinos de cualquier raza.